# Max Amann
Max Amann (Munique, 24 de novembro de 1891 — Munique, 30 de março de 1957) foi um político, jornalista e oficial nazista, com o título honorário de SS-Obergruppenführer.

## História
Durante a Primeira Guerra Mundial, foi sargento de Adolf Hitler no Regimento de Infantaria da Bavaria, sendo condecorado com a Cruz de Ferro Segunda Classe. Tornou-se presidente da Reichspressekammer ("Câmara de Cultura do Reich") em 1933. Após a ano de 1922 se tornou o diretor da editora Franz-Eher-Verlag, a qual, entre outras coisas, publicou a revista dos SS, Das Schwarze Korps, além das publicações diárias de Völkischer Beobachter, as semanais de lllustrierter Beobachter e Nationalsozialistische Monatshefte.
Quando Hitler esteve na prisão de Landsberg, o convenceu a trocar o título de seu livro do seu primeiro livro de Quatro Anos e Meio (de Luta) contra Mentiras, Estupidez e Covardia para Mein Kampf ("Minha Luta"), o qual ele também publicou e que tornou-se uma grande fonte de renda da Franz-Eher-Verlag.
Durante o Terceiro Reich, ele converteu-se (através de expropriações forçadas) no maior editor de jornais da Alemanha e lucrou imensamente com o nazismo. Nesta função, estabeleceu o controle nazista sobre a indústria gráfica e gradualmente fechou os jornais que não apoiavam integralmente o regime de Adolf Hitler.
Todavia, como autoridade do partido, Amann carecia de talento, sendo um orador e debatedor limitado. Além disso, sua grafia era praticamente ilegível, de forma que seu assistente, Rolf Rienhardt, realizava estas tarefas para ele.
Preso pelas tropas aliadas no fim da guerra, Amann foi considerado culpado de ser um Hauptschuldiger (Figura Proeminente do Partido) e condenado a dez anos de prisão num campo de trabalhos forçados em 8 de setembro de 1948, mas foi libertado em 1953. Perdeu todas as suas propriedades e direito a pensão, e morreu na miséria em Munique.

## Condecorações
- Cruz de Honra da Guerra Mundial
- Ordem de Sangue de 9 de novembro de 1923
- Crachá Dourado do Partido Nazi
- Prêmio de Longo Serviço do Partido Nazista
  - por 10 anos
  - por 15 anos
  - por 25 anos
- Cruz de Ferro (1914)
  - 2ª classe
- Distintivo de Ferido (1918) em Preto
- Ordem de Mérito Militar da Baviera
  - 3ª classe com Espadas
- Medalha Comemorativa da Guerra (Áustria)
- Prêmio de Longo Serviço pela SS
  - por 25 anos